# Lionel Bony de Castellane
Lionel Bony de Castellane (Gardegan-et-Tourtirac, 28 de septiembre de 1891-Béziers, 29 de noviembre de 1965) fue un deportista francés que compitió en esgrima, especialista en la modalidad de florete. Participó en los Juegos Olímpicos de Amberes 1920, obteniendo una medalla de plata en la prueba por equipos.

## Palmarés internacional
| Juegos Olímpicos | Juegos Olímpicos  | Juegos Olímpicos | Juegos Olímpicos    |
| Año              | Lugar             | Medalla          | Prueba              |
| ---------------- | ----------------- | ---------------- | ------------------- |
| 1920             | Amberes (Bélgica) | Medalla de plata | Florete por equipos |